# 巴佳蒂奇
50°6′35″N 24°15′59″E / 50.10972°N 24.26639°E
巴佳蒂奇（羅馬化：Batiatychi）是烏克蘭的村莊，位於該國西部利維夫州，由利維夫區負責管轄，始建於1508年，面積5.7平方公里，海拔高度223米，2008年人口1,949，人口密度每平方公里341.93人。